# Biophytum globuliflorum
Biophytum globuliflorum är en harsyreväxtart som beskrevs av Paul Erich Otto Wilhelm Knuth. Biophytum globuliflorum ingår i släktet Biophytum och familjen harsyreväxter. Inga underarter finns listade i Catalogue of Life.